# Erik Wolf
Erik Wolf (Wiesbaden, 13 maggio 1902 – Vogtsburg im Kaiserstuhl, 13 ottobre 1977) è stato un filosofo tedesco, studioso del diritto ecclesiastico.

## Biografia
Dopo aver preso parte alla prima guerra mondiale come volontario, Wolf studiò filosofia, economia, giurisprudenza e storia. Nel 1924 conseguì il dottorato presso l'università di Jena. In seguito, approfondì gli studi all'università Ruprecht Karl di Heidelberg dove nel 1925 diventò professore associato. Nella stessa università, ottenne l'abilitazione nel 1927.
Negli anni 1927-1928 ricoprì la cattedra di diritto penale e filosofia del diritto presso l'università di Kiel mentre nel 1930 ottenne la cattedra di storia e filosofia del diritto all'università di Friburgo in Brisgovia. Nel 1967 diventerà poi professore emerito.
Come il rettore dell'università di Friburgo Martin Heidegger, Wolf fu membro del partito nazista e nel 1934 scrisse il trattato Das Rechtsideal des Nationalsozialistischen Staates (La legge dello stato nazionalsocialista). Il giurista tedesco Günter Spendel sostiene che nonostante l'avvicinamento al nazismo, Wolf fu un "avversario leale" del partito. Dopo il 20 luglio 1944 Wolf è stato interrogato dalla Gestapo di Friburgo.
Nel 1930 Wolf partecipò al concilio della chiesa di Friburgo e nel 1936 aderì alla Chiesa confessante in cui lavorò con Franz Böhm, Constantin von Dietze, Adolf Lampe e Gerhard Ritter nella scrittura del saggio Politische Gemeinschaftsordnung: ein Versuch zur Selbstbesinnung des christlichen Gewissens in den politischen Nöten che affrontava il problema della politica tedesca in quel tempo.
Dopo la seconda guerra mondiale fu dal 1946 al 1948 membro del comitato costituzionale della EKD e nel 1948 delegato della conferenza mondiale di Amsterdam (riunione inaugurale del consiglio ecumenico delle Chiese).
Dal 1959 Wolf visse nella piccola Oberrotweil, nel comune di Vogtsburg im Kaiserstuhl dove morì nel 1977 e dove è sepolto.